# Psi del Serpentari
Psi del Serpentari (ψ Ophiuchi) és un estel a la constel·lació del Serpentari, de magnitud aparent +4,49. Es localitza a 1,5º de l'eclíptica, la línia aparent traçada pel Sol en el firmament a mesura que la Terra es mou al voltant d'ell.
Psi del Serpentari és una gegant taronja de tipus espectral K0III amb una temperatura entre 4.775 i 4.840 K. Té un radi 12 vegades més gran que el radi solar, sent 66 voltes més lluminosa que el Sol. És un estel no gaire diferent a Cebalrai (β Ophiuchi) o κ Ophiuchi, en aquesta mateixa constel·lació. Gira lentament sobre si mateixa, amb una velocitat de rotació projectada de 1,72 km/s. La seua metal·licitat —abundància relativa d'elements més pesats que l'heli— és menor que la solar en un 22%; per contra, la relació entre els continguts de bari i ferro és notablement superior a la del Sol ([Ba/Fe] = +0,24). La seva massa s'estima entre 1,94 i 2,35 masses solars i té una edat aproximada de 776 milions d'anys. S'hi troba a 178 anys llum del sistema solar.